# 133e Vestingsdivisie
De 133e Vestingsdivisie (Duits: 133. Festungs-Division) was een Duitse infanteriedivisie van de Wehrmacht tijdens de Tweede Wereldoorlog.

## Oprichting en krijgsgeschiedenis
De divisie werd op 21 januari 1944 opgericht op Kreta door omdopen van de staf van Vestingsbrigade Kreta.
Tijdens de Duitse terugtrekking uit Griekenland bleef de divisie grotendeels achter op Kreta. Sommige onderdelen werden geëvacueerd, zoals Pz.Abt. 212 (alleen personeel), III./GR 733 en II./GR 746. Aangezien de 22e Infanteriedivisie ook was geëvacueerd, was het eiland veel te groot om te verdedigen. De divisie trok zich terug in een bruggenhoofd rond Chania. De divisie bleef in deze positie tot het eind van de oorlog.
De 133e Vestingsdivisie gaf zich over op 9 mei 1945 rond Chania aan Britse troepen.

## Slagorde
- Grenadier-Regiment 733
- Grenadier-Regiment 746
- Artillerie-Regiment 619  (vanaf december 1944 werd uit restdelen het Artillerie-Regiment Kreta gevormd)
- Panzer-Abteilung 212 (vanaf december 1944 Panzer-Abteilung Kreta)
- Divisie-eenheden 133

## Bovenliggende bevelslagen
| Legerkorps       | Leger              | Legergroep     | Plaats/regio | Begin           | Eind          |
| ---------------- | ------------------ | -------------- | ------------ | --------------- | ------------- |
| Fstgs.Kdt. Kreta | Heeresgruppe E     | Heeresgruppe F | Kreta        | 21 januari 1944 | februari 1945 |
| Fstgs.Kdt. Kreta | direct onder bevel | Heeresgruppe F | Kreta        | februari 1945   | 25 maart 1945 |
| Fstgs.Kdt. Kreta | Heeresgruppe E     | --             | Kreta        | 25 maart 1945   | 9 mei 1945    |

## Commandanten
| Rang                                              | Naam                 | Begin           | Eind          |
| ------------------------------------------------- | -------------------- | --------------- | ------------- |
| Oberst                                            | Christian Wittstatt  | 21 januari 1944 | 15 maart 1944 |
| Generalmajor Generalleutnant (vanaf 1 april 1944) | Dr. jur. Ernst Klepp | 15 maart 1944   | oktober 1944  |
| Oberst Generalmajor (vanaf 1 december 1944)       | Hans-Georg Benthack  | 9 oktober 1944  | 9 mei 1945    |